# Reprezentacja Polski w piłce nożnej mężczyzn w eliminacjach do Mistrzostw Europy 2008
Dla reprezentacji Polski w piłce nożnej udział w eliminacjach do Euro 2008 był trzynastą próbą awansu do mistrzostw Europy, i pierwszą udaną. W kwalifikacjach, trwających od września 2006 roku do listopada 2007, Polacy grając w grupie A, zajęli pierwsze miejsce przed faworyzowaną Portugalią, który była wtedy wicemistrzem Europy.

## Rok 2006

### Przygotowania
Reprezentacja prowadzona przez Leo Beenhakkera przed rozpoczęciem eliminacji do Euro 2008 w 2006 roku rozegrała tylko jeden mecz. Zmierzyła się z Danią.
- 16.08.2006, Odense:  DANIA 0:2

Po pierwszym meczu Polski pod wodzą Leo Beenhakkera miały zacząć się eliminacje do Euro 2008, lecz mecz z Danią dał poważne powody do zastanowienia się, głównie trenerowi, nad polską drużyną, ale i nad taktyką i filozofią gry, i zachwiał nieco nadzieje nad sukcesem w eliminacjach do Euro 2008.

### Eliminacje – jesień
- 02.09.2006, Bydgoszcz:   FINLANDIA 1:3  (Łukasz Garguła)

- 06.09.2006, Warszawa:   SERBIA 1:1  (Radosław Matusiak)

- 07.10.2006, Ałmaty:   KAZACHSTAN 1:0 (Euzebiusz Smolarek)

- 11.10.2006, Chorzów:   PORTUGALIA 2:1  (Euzebiusz Smolarek 2)

- 11.10.2006, Bruksela:   BELGIA 1:0  (Radosław Matusiak)

| Poz. | Reprezentacja | M | Pkt. | Mecze | Mecze | Mecze | Bramki | Bramki | Bramki |
| Poz. | Reprezentacja | M | Pkt. | zw.   | rem.  | por.  | zdob.  | str.   | +/-    |
| ---- | ------------- | - | ---- | ----- | ----- | ----- | ------ | ------ | ------ |
| 1    | Finlandia     | 5 | 11   | 3     | 2     | 0     | 7      | 2      | +5     |
| 2    | Serbia        | 4 | 10   | 3     | 1     | 0     | 6      | 1      | +5     |
| 3    | Polska        | 5 | 10   | 3     | 1     | 1     | 6      | 5      | +1     |
| 4    | Portugalia    | 4 | 7    | 2     | 1     | 1     | 7      | 3      | +4     |
| 5    | Belgia        | 5 | 7    | 2     | 1     | 0     | 4      | 2      | +2     |
| 6    | Kazachstan    | 5 | 2    | 0     | 2     | 2     | 1      | 5      | -4     |
| 7    | Azerbejdżan   | 3 | 1    | 0     | 1     | 3     | 4      | 5      | -1     |
| 8    | Armenia       | 4 | 1    | 0     | 1     | 3     | 0      | 5      | -5     |

Mecz towarzyski
- 06.12.2006, Bruksela:   ZEA 5:2  (Bartłomiej Grzelak 2, Marcin Wasilewski, Paweł Magdoń, Radosław Matusiak)

### Podsumowanie
W 2006 roku po Mundialu 2006 w Niemczech, reprezentacja Polski rozegrała siedem meczów, z których cztery wygrała, jeden zremisowała i dwa przegrała. Piłkarze strzelili łącznie dziesięć goli i stracili osiem. W spotkaniach eliminacji do Euro 2008 podopieczni Leo Beenhakkera zdobyli dziesięć punktów: zanotowali trzy zwycięstwa, remis i 1 porażkę. Pierwszą fazę kwalifikacji zakończyli na trzecim miejscu w tabeli.

## Rok 2007

### Przygotowania
Przed wznowieniem gier eliminacyjnych podopieczni Leo Beenhakkera rozegrali dwa mecze.
Pierwszy mecz piłkarze rozegrali z niżej notowaną Estonią, lecz grali w składzie złożonym przede wszystkim (wyjątkiem był Radosław Matusiak, który kilka dni wcześniej przeszedł do klubu US Palermo) z piłkarzy z I ligi.
- 03.02.2007, Jerez de la Frontera:   ESTONIA 4:0  (Dariusz Dudka, Adam Kokoszka, Maciej Iwański, Paweł Golański)

Drugi mecz miał być oficjalnym sprawdzianem przed kadrą Leo Beenhakkera. Mecz ze Słowacją odbył się cztery dni po meczu ze Estonią.
- 07.02.2007, Jerez de la Frontera:   SłOWACJA 2:2  (Michał Żewłakow, Radosław Matusiak)

Po tym meczu piłkarze i trener zostali poddani poważnej krytyce, głównie ze strony mediów, i zarzutom, że Leo Beenhakker nie wykonuje swojej roli tak jak powinien.

### Eliminacje – wiosna
- 24.03.2007, Warszawa:   AZERBEJDŻAN 5:0  (Jacek Bąk, Dariusz Dudka, Wojciech Łobodziński, Jacek Krzynówek, Paweł Golański)

- 28.03.2007, Kielce:   ARMENIA 1:0  (Maciej Żurawski)

Po meczach z Armenią i Azerbejdżanem podopieczni Leo Beenhakkera zostali odesłani z powrotem do swoich klubów, na ponad dwumiesięczną przerwę, aby na początku czerwca 2007, rozegrać kolejne dwa mecze, z dwoma tymi samymi rywalami.
| Poz. | Reprezentacja | M | Pkt. | Mecze | Mecze | Mecze | Bramki | Bramki | Bramki |
| Poz. | Reprezentacja | M | Pkt. | zw.   | rem.  | por.  | zdob.  | str.   | +/-    |
| ---- | ------------- | - | ---- | ----- | ----- | ----- | ------ | ------ | ------ |
| 1    | Polska        | 7 | 16   | 5     | 1     | 1     | 12     | 5      | +7     |
| 2    | Portugalia    | 6 | 11   | 3     | 2     | 1     | 12     | 4      | +8     |
| 3    | Serbia        | 6 | 11   | 3     | 2     | 1     | 8      | 4      | +4     |
| 4    | Finlandia     | 6 | 11   | 3     | 2     | 1     | 7      | 3      | +4     |
| 5    | Belgia        | 6 | 7    | 2     | 1     | 3     | 4      | 6      | -2     |
| 6    | Kazachstan    | 5 | 5    | 1     | 2     | 2     | 3      | 6      | -3     |
| 7    | Azerbejdżan   | 5 | 4    | 1     | 1     | 4     | 5      | 10     | -5     |
| 8    | Armenia       | 5 | 1    | 0     | 1     | 4     | 0      | 6      | -6     |

### Eliminacje – lato
- 02.06.2007, Baku:   AZERBEJDŻAN 3:1  (Jacek Krzynówek 2, Euzebiusz Smolarek)

- 06.06.2007, Erywań:   ARMENIA 0:1

Oba mecze były niezbyt udane, więc trzy punkty wywalczone w Baku i Erywaniu powinny bardziej zadowalać, niż martwić polską drużynę i jej szkoleniowca.
Mecz towarzyski
- 22.08.2007, Moskwa:   ROSJA 2:2  (Jacek Krzynówek, Jakub Błaszczykowski)

C.D. eliminacji – lato
- 08.09.2007, Lizbona:   PORTUGALIA 2:2  (Mariusz Lewandowski, Jacek Krzynówek)

- 12.09.2007, Helsinki:   FINLANDIA 0:0

Po tych spotkaniach Polacy mieli do rozegrania jeszcze 4 mecze w eliminacjach do Euro 2008.
| Poz. | Reprezentacja | M  | Pkt. | Mecze | Mecze | Mecze | Bramki | Bramki | Bramki |
| Poz. | Reprezentacja | M  | Pkt. | zw.   | rem.  | por.  | zdob.  | str.   | +/-    |
| ---- | ------------- | -- | ---- | ----- | ----- | ----- | ------ | ------ | ------ |
| 1    | Polska        | 11 | 21   | 6     | 3     | 2     | 17     | 9      | +8     |
| 2    | Finlandia     | 11 | 19   | 5     | 4     | 2     | 11     | 6      | +5     |
| 3    | Portugalia    | 10 | 17   | 4     | 5     | 1     | 18     | 9      | +9     |
| 4    | Serbia        | 10 | 16   | 4     | 4     | 2     | 13     | 8      | +5     |
| 5    | Belgia        | 10 | 11   | 3     | 2     | 5     | 10     | 14     | -4     |
| 6    | Armenia       | 8  | 8    | 2     | 2     | 4     | 4      | 8      | -6     |
| 7    | Kazachstan    | 9  | 7    | 1     | 4     | 4     | 8      | 13     | -5     |
| 8    | Azerbejdżan   | 7  | 5    | 1     | 2     | 4     | 7      | 14     | -7     |

### Eliminacje – jesień
- 13.10.2007, Warszawa:   KAZACHSTAN 3:1 (Euzebiusz Smolarek 3)[1]

Polakom zostały do rozegrania jeszcze 2 mecze w Eliminacjach do Euro 2008. Gdy podopieczni Leo Beenhakkera, 17 listopada w Chorzowie, wygrają z Belgią będą mieli zapewniony udział w Euro 2008
| Poz. | Reprezentacja | M  | Pkt. | Mecze | Mecze | Mecze | Bramki | Bramki | Bramki |
| Poz. | Reprezentacja | M  | Pkt. | zw.   | rem.  | por.  | zdob.  | str.   | +/-    |
| ---- | ------------- | -- | ---- | ----- | ----- | ----- | ------ | ------ | ------ |
| 1    | Polska        | 12 | 24   | 7     | 3     | 2     | 20     | 10     | +10    |
| 2    | Portugalia    | 12 | 23   | 6     | 5     | 1     | 22     | 10     | +12    |
| 3    | Finlandia     | 12 | 23   | 6     | 5     | 1     | 13     | 7      | +6     |
| 4    | Serbia        | 12 | 20   | 5     | 5     | 2     | 19     | 9      | +10    |
| 5    | Belgia        | 12 | 15   | 4     | 2     | 6     | 13     | 14     | -1     |
| 6    | Armenia       | 10 | 10   | 2     | 4     | 4     | 4      | 11     | -7     |
| 7    | Kazachstan    | 11 | 7    | 1     | 4     | 6     | 10     | 18     | -8     |
| 8    | Azerbejdżan   | 10 | 5    | 1     | 2     | 6     | 8      | 22     | -7     |

- 17.11.2007, Chorzów:   BELGIA 2:0 (Euzebiusz Smolarek 2)

Piłkarze polskiej drużyny, po tym meczu mieli zapewniony awans do Euro 2008, więc 17 listopada zapisał się na zawsze w historii polskiej piłki. Nic dziwnego też, że Leo Beenhakker powołał na mecz z Serbią praktycznie rezerwowy skład.
| Poz. | Reprezentacja | M  | Pkt. | Mecze | Mecze | Mecze | Bramki | Bramki | Bramki |
| Poz. | Reprezentacja | M  | Pkt. | zw.   | rem.  | por.  | zdob.  | str.   | +/-    |
| ---- | ------------- | -- | ---- | ----- | ----- | ----- | ------ | ------ | ------ |
| 1    | Polska        | 13 | 27   | 8     | 3     | 2     | 22     | 10     | +12    |
| 2    | Portugalia    | 13 | 26   | 7     | 5     | 1     | 24     | 10     | +14    |
| 3    | Finlandia     | 13 | 23   | 6     | 5     | 2     | 13     | 7      | +6     |
| 4    | Serbia        | 12 | 20   | 5     | 5     | 2     | 19     | 9      | +10    |
| 5    | Belgia        | 13 | 15   | 4     | 3     | 6     | 13     | 16     | -3     |
| 6    | Armenia       | 11 | 9    | 2     | 3     | 6     | 4      | 12     | -8     |
| 7    | Kazachstan    | 12 | 7    | 1     | 4     | 7     | 10     | 20     | -10    |
| 8    | Azerbejdżan   | 11 | 5    | 1     | 2     | 8     | 6      | 27     | -21    |

- 21.11.2007, Belgrad:   SERBIA 2:2 (Rafał Murawski, Radosław Matusiak)

| Poz. | Reprezentacja | M  | Pkt. | Mecze | Mecze | Mecze | Bramki | Bramki | Bramki |
| Poz. | Reprezentacja | M  | Pkt. | zw.   | rem.  | por.  | zdob.  | str.   | +/-    |
| ---- | ------------- | -- | ---- | ----- | ----- | ----- | ------ | ------ | ------ |
| 1    | Polska        | 14 | 28   | 8     | 4     | 2     | 24     | 12     | +12    |
| 2    | Portugalia    | 14 | 27   | 7     | 6     | 1     | 24     | 10     | +14    |
| 3    | Serbia        | 14 | 24   | 6     | 6     | 2     | 22     | 11     | +11    |
| 4    | Finlandia     | 14 | 24   | 6     | 6     | 2     | 13     | 7      | +6     |
| 5    | Belgia        | 14 | 18   | 5     | 3     | 6     | 14     | 16     | -2     |
| 6    | Kazachstan    | 14 | 10   | 2     | 4     | 8     | 11     | 21     | -10    |
| 7    | Armenia       | 12 | 9    | 2     | 3     | 7     | 4      | 13     | -9     |
| 8    | Azerbejdżan   | 12 | 5    | 1     | 2     | 9     | 6      | 28     | -22    |